# Nepisiguit
Nepisiguit är ett vattendrag i Kanada.   Det ligger i provinsen New Brunswick, i den östra delen av landet, 800 km öster om huvudstaden Ottawa.
I omgivningarna runt Nepisiguit växer i huvudsak blandskog. Runt Nepisiguit är det mycket glesbefolkat, med 3 invånare per kvadratkilometer.